# Статуя на рибаря (Несебър)
Статуята на рибаря е скулптура в стария град на Несебър, открита през 2006 г. и изобразяваща древен рибар. На тържествената церемония по откриването на паметника той е осветен и благословен от секретаря на Вселенския патриарх Вартоломей – сливенския митрополит Йоаникий.[неблагонадежден източник]

Монументът е разположен от южната страна на входа на града и е един от символите на Несебър. Дело е на скулптура Ставри Калинов.

## Описание
Статуята е изработена от бронз и е висока около 2 м. Заедно с постамента височината е 10 м. Статуята изобразява рибар в лодка с риба опашка, който държи кръст и гълъб. Макар да се асоциира със свети Николай Чудотворец, покровителя на рибарите, Ставри Калинов описва скулптурата като „новия Ной в търсене на обетована земя и може би гълъбът е намерил в този благословен несебърски бряг спасението“.
Община Несебър поставя статуята с цел да напомня на местните жители и посетителите за значението на рибарството в историята на града. Несебър е основан като тракийско село и през вековете се е утвърдил като важен търговски и рибарски център. Статуята представя в контекста на културното наследство на Несебър и многобройните църкви и исторически сгради на стария град.

## Галерия
- Общ план
- Общ план с несебърската вятърна мелница в кадър
- Близък план на статуята с кацнали върху нея корморани